# Guillermo Salas
Guillermo Sandro Salas Suarez (ur. 21 października 1974 w Limie) – peruwiański piłkarz występujący na pozycji obrońcy. Zawodnik klubu León Huánuco.

## Kariera klubowa
Salas karierę rozpoczynał w 1995 roku w zespole Deportivo San Agustín. Spędził tam dwa sezony, a potem odszedł do drużyny Alcides Vigo. Następnie grał w Deportivo Wanka, a w 1999 roku trafił do Sport Boys. W 2000 roku wywalczył z nim wicemistrzostwo fazy Apertura Primera División Peruana.
W 2001 roku Salas przeszedł do Alianzy Lima. W latach 2001, 2003, 2004 oraz 2006 zdobył z nią mistrzostwo Peru. W 2008 roku odszedł do Universidadu San Martín. W tym samym roku wywalczył z nim wicemistrzostwo Peru. Graczem Universidadu był przez dwa sezony.
W 2010 roku Salas przeniósł się do Colegio Nacional Iquitos. Jednak jeszcze w tym samym roku został graczem zespołu León Huánuco. Zadebiutował tam 11 września 2011 roku w zremisowanym 0:0 meczu rozgrywek Primera División Peruana ze Sport Huancayo.

## Kariera reprezentacyjna
W reprezentacji Peru Salas zadebiutował w 2003 roku. W 2004 roku został powołany do kadry na turniej Copa América. Zagrał na nim w meczach z Wenezuelą (3:1), Kolumbią (2:2) oraz Argentyną (0:1), a Peru odpadło z rozgrywek w ćwierćfinale.
W latach 2003–2008 w drużynie narodowej Salas rozegrał łącznie 25 spotkań.